# Ford Six and Eight
Ford Six and Eight були вантажівками Ford, які вироблялися по всьому світу і зазвичай називалися Ford G8T. Модель також пропонувалася у версіях пікап і фургон.